# Конверс (округ)
Округ Конверс (англ. Converse County) — округ, расположенный в штате Вайоминг (США) с населением в 12 052 человека по статистическим данным переписи 2000 года.
Столица округа находится в городе Дуглас.

## История
Округ Конверс был сформирован в 1888 году.

## География
По данным Бюро переписи населения США округ Конверс имеет общую площадь в 11 046 квадратных километров, из которых 11 020 кв. километров занимает земля и 26 кв. километров — вода. Площадь водных ресурсов округа составляет 0,24 % от всей его площади.

### Соседние округа
- Кэмпбелл — север
- Уэстон — северо-восток
- Найобрэра — восток
- Платт — юго-восток
- Олбани — юг
- Карбон — юго-запад
- Натрона — запад
- Джонсон — северо-запад

### Национальные охраняемые территории
- Национальный парк Медисин-Боу (часть)
- Национальный заповедник Тандер-Бейсин (часть)

## Демография

Распределение населения округа Конверс по возрастным диапазонам

По данным переписи населения 2000 года в округе Конверс проживало 12 052 человека, 3407 семей, насчитывалось 4694 домашних хозяйств и 5669 жилых домов. Средняя плотность населения составляла 1 человек на один квадратный километр. Расовый состав округа по данным переписи распределился следующим образом: 94,72 % белых, 0,15 % чёрных или афроамериканцев, 0,91 % коренных американцев, 0,27 % азиатов, 0,02 % выходцев с тихоокеанских островов, 1,47 % смешанных рас, 2,46 % — других народностей. Испано- и латиноамериканцы составили 5,48 % от всех жителей округа.
Из 4694 домашних хозяйств в 36,50 % — воспитывали детей в возрасте до 18 лет, 60,60 % представляли собой совместно проживающие супружеские пары, в 8,40 % семей женщины проживали без мужей, 27,40 % не имели семей. 23,40 % от общего числа семей на момент переписи жили самостоятельно, 9,00 % при этом составили одинокие пожилые люди в возрасте 65 лет и старше. Средний размер домашнего хозяйства составил 2,55 человек, а средний размер семьи — 3,01 человек.
Население округа по возрастному диапазону по данным переписи 2000 года распределилось следующим образом: 28,50 % — жители младше 18 лет, 7,00 % — между 18 и 24 годами, 28,10 % — от 25 до 44 лет, 25,40 % — от 45 до 64 лет и 11,00 % — в возрасте 65 лет и старше. Средний возраст жителей округа составил 38 лет. На каждые 100 женщин в округе приходилось 99,40 мужчин, при этом на каждых сто женщин 18 лет и старше приходилось 96,40 мужчин также старше 18 лет.
Средний доход на одно домашнее хозяйство в округе составил 39 603 долларов США, а средний доход на одну семью в округе — 45 905 долларов. При этом мужчины имели средний доход в 36 443 долларов в год против 19 032 долларов среднегодового дохода у женщин. Доход на душу населения в округе составил 18 744 доллара в год. 9,20 % от всего числа семей в округе и 11,60 % от всей численности населения находилось на момент переписи населения за чертой бедности, при этом 15,70 % из них были моложе 18 лет и 9,70 % — в возрасте 65 лет и старше.

## Главные автодороги
- US 18
- US 20
- US 26
- US 287
- I-25
- WH 59

## Населённые пункты

### Города
- Дуглас
- Гленрок
- Лост-Спрингс
- Роллинг-Хилс

### Статистически обособленные местности
- Истербрук

### Другие
- Билл
- Орин
- Шони